# Tour Sí
Tour Sí  fue la decimosegunda gira musical de la cantante Malú para promocionar su nuevo álbum, Sí. Esta arrancó el 2 de noviembre de 2013 en Valencia, aunque el 8 del mismo mes se celebró en el Barclaycard Center de Madrid el segundo concierto y primero de grandes dimensiones. Tras recorrer más de 60 ciudades de la geografía española y mexicana, Malú clausuró a lo grande esta gira el 22 de noviembre de 2014 en el Barclaycard Center de Madrid y, de una forma mucho más íntima, el 7 de diciembre de 2014 en el Teatro del Liceo de Barcelona.
Con esta exitosa gira, la cantante madrileña se convirtió en la única artista femenina nacional e internacional en llenar el Barclaycard Center de Madrid hasta en cuatro ocasiones en una misma gira (noviembre, doblete en mayo y de nuevo noviembre), reuniendo a más de 60.000 personas en la arena madrileña. La cifra de asistentes a los conciertos de dicha gira ha sido de 450.000 personas, convirtiéndose en uno de los espectáculos más exitosos del panorama musical español en 2014.

## Repertorio
El espectáculo, que rondaba las 2 horas y cuarto de duración, combinaba temas de su último disco en el mercado, Sí, con aquellos éxitos que Malú ha ido presentando a lo largo de todos estos años. En total, eran 26 los temas interpretados por la madrileña durante los conciertos.
El concierto se estructuraba en cinco partes bien diferenciadas, coincidiendo con cambios de vestuario o con los ya tradicionales bises.
Parte I:
1. Intro + Ni un paso atrás
2. Te conozco desde siempre
3. Deshazte de mí
4. Me quedó grande tu amor
5. Voy a quemarlo todo

Parte II:
1. Diles (no es interpretada en todos los conciertos)
2. Que nadie
3. Me fui
4. A esto le llamas amor
5. El apagón
6. Desaparecer
7. Ni un segundo
8. Quién
9. Qué más me da

Parte III:      
1. Ojalá + Ángel caído
2. Te voy a olvidar
3. Ahora tú
4. Sólo el amor nos salvará (no es interpretada en todos los conciertos)
5. Vuelvo a verte
6. A prueba de ti

Parte IV:
1. Aprendiz
2. Devuélveme la vida
3. No voy a cambiar + presentación de la banda
4. Toda

Parte V:
1. Blanco y negro + despedida
2. Como una flor + cierre

## Fechas
| Primera etapa: 2013      |                            |        |                                         |
| 2 de noviembre de 2013   | Valencia                   | España | Palacio de Congresos de Valencia        |
| 8 de noviembre de 2013   | Madrid                     | España | Barclaycard Center                      |
| 22 de noviembre de 2013  | Barcelona                  | España | Palau Sant Jordi                        |
| Segunda etapa: 2014      |                            |        |                                         |
| 20 de febrero de 2014    | Málaga                     | España | Sala París 15                           |
| 22 de febrero de 2014    | Gerona                     | España | Pabellón municipal Fontajau             |
| 1 de marzo de 2014       | Zaragoza                   | España | Sala Multiusos del Auditorio            |
| 9 de mayo de 2014        | Bilbao                     | España | Bilbao Arena Miribilla                  |
| 10 de mayo de 2014       | La Coruña                  | España | Coliseum da Coruña                      |
| 16 de mayo de 2014       | Madrid                     | España | Barclaycard Center                      |
| 17 de mayo de 2014       | Madrid                     | España | Barclaycard Center                      |
| 24 de mayo de 2014       | Ciudad de México           | México | El Plaza Condesa                        |
| 30 de mayo de 2014       | Castellón                  | España | Plaza de Toros de Castellón             |
| 31 de mayo de 2014       | Logroño                    | España | Palacio de los Deportes de La Rioja     |
| 6 de junio de 2014       | Málaga                     | España | Auditorio municipal de Málaga           |
| 7 de junio de 2014       | Granada                    | España | Palacio municipal de deportes           |
| 14 de junio de 2014      | San Sebastián              | España | Donostia Arena 2016 Illumbe             |
| 15 de junio de 2014      | Toledo                     | España | Plaza de Toros de Toledo                |
| 20 de junio de 2014      | Murcia                     | España | Plaza de Toros de La Condomina          |
| 21 de junio de 2014      | Sevilla                    | España | Auditorio Rocío Jurado                  |
| 27 de junio de 2014      | Valencia                   | España | Plaza de Toros de Valencia              |
| 28 de junio de 2014      | Badajoz                    | España | Auditorio del recinto ferial de Badajoz |
| 4 de julio de 2014       | Teruel                     | España | Palacio de Exposiciones y Congresos     |
| 5 de julio de 2014       | Burgos                     | España | Estadio municipal de El Plantío         |
| 11 de julio de 2014      | San Fernando               | España | Estadio Iberoamericano Bahía Sur        |
| 17 de julio de 2014      | Gijón                      | España | Palacio de Deportes de Gijón            |
| 19 de julio de 2014      | Benidorm                   | España | Plaza de Toros de Benidorm              |
| 26 de julio de 2014      | Villanueva de la Serena    | España | Campo de fútbol El Romerito             |
| 29 de julio de 2014      | Vigo                       | España | Auditorio de Castrelos                  |
| 1 de agosto de 2014      | San Bartolomé de Tirajana  | España | Estadio municipal de Maspalomas         |
| 2 de agosto de 2014      | Arona                      | España | Estadio Anexo Antonio Domínguez         |
| 4 de agosto de 2014      | Ibiza                      | España | Recinto ferial de Ibiza                 |
| 6 de agosto de 2014      | San Feliu de Guíxols       | España | Guíxols Arena                           |
| 8 de agosto de 2014      | Lepe                       | España | Campo municipal de deportes de Lepe     |
| 9 de agosto de 2014      | Almaraz                    | España | Campo de fútbol municipal de Almaraz    |
| 11 de agosto de 2014     | Guijuelo                   | España | Recinto de Espectáculos de Guijuelo     |
| 12 de agosto de 2014     | Chinchón                   | España | Plaza Mayor de Chinchón                 |
| 14 de agosto de 2014     | San Javier                 | España | campo de fútbol del colegio J. Carrión  |
| 15 de agosto de 2014     | Roquetas de Mar            | España | Plaza de Toros de Roquetas de Mar       |
| 16 de agosto de 2014     | Quintanar de la Orden      | España | Campo de fútbol Los Molinos             |
| 18 de agosto de 2014     | Bilbao                     | España | Abandoibarra                            |
| 20 de agosto de 2014     | Onteniente                 | España | Estadio municipal El Clariano           |
| 22 de agosto de 2014     | Palma de Mallorca          | España | Plaza de Toros de Palma de Mallorca     |
| 24 de agosto de 2014     | Alcalá de Henares          | España | Plaza de Toros de Alcalá de Henares     |
| 25 de agosto de 2014     | La Granja de San Ildefonso | España | Real Fábrica de Cristales de La Granja  |
| 28 de agosto de 2014     | Fuengirola                 | España | Estadio de Los Boliches                 |
| 30 de agosto de 2014     | Cuenca                     | España | Plaza de Toros de Cuenca                |
| 31 de agosto de 2014     | Daimiel                    | España | Auditorio municipal de Daimiel          |
| 4 de septiembre de 2014  | Dos Hermanas               | España | Auditorio municipal Los del Río         |
| 6 de septiembre de 2014  | Laguna de Duero            | España | Plaza de Toros de Laguna de Duero       |
| 7 de septiembre de 2014  | Ponferrada                 | España | Auditorio municipal de Ponferrada       |
| 9 de septiembre de 2014  | Cehegín                    | España | Plaza de Toros de Cehegín               |
| 11 de septiembre de 2014 | Albacete                   | España | Carpa Viva la Feria                     |
| 12 de septiembre de 2014 | Tarragona                  | España | Tarraco Arena Plaza                     |
| 13 de septiembre de 2014 | Binéfar                    | España | Recinto ferial La Algodonera            |
| 26 de septiembre de 2014 | Las Rozas de Madrid        | España | Centro Multiusos de Las Rozas           |
| 3 de octubre de 2014     | Jaén                       | España | IFEJA                                   |
| 4 de octubre de 2014     | Elche                      | España | Parking de Candalix                     |
| 10 de octubre de 2014    | Barcelona                  | España | Palau Sant Jordi                        |
| 11 de octubre de 2014    | Zaragoza                   | España | Plaza del Pilar                         |
| 12 de octubre de 2014    | Ávila                      | España | Pabellón Cubierta Multiusos             |
| 17 de octubre de 2014    | Vitoria                    | España | Fernando Buesa Arena                    |
| 18 de octubre de 2014    | Santander                  | España | Palacio de Deportes de Santander        |
| 31 de octubre de 2014    | Córdoba                    | España | IDM El Fontanar                         |
| 22 de noviembre de 2014  | Madrid                     | España | Barclaycard Center                      |
| 7 de diciembre de 2014   | Barcelona                  | España | Gran Teatro del Liceo                   |

## Gira promocional
La cantante actuó en algunos macroeventos para dar a conocer sus nuevos temas.
| Fecha                   | Ciudad                 | País           | Lugar                      |
| ----------------------- | ---------------------- | -------------- | -------------------------- |
| 12 de diciembre de 2013 | Madrid                 | España         | Barclaycard Center         |
| 7 de marzo de 2014      | Valladolid             | España         | Auditorio Miguel Delibes   |
| 22 de marzo de 2014     | Madrid                 | España         | Barclaycard Center         |
| 9 de abril de 2014      | Monterrey              | México         | Arena Monterrey            |
| 25 de noviembre de 2014 | Barcelona              | España         | Gran Teatro del Liceo      |
| 12 de diciembre de 2014 | Madrid                 | España         | Barclaycard Center         |
| 5 de marzo de 2015      | Santa Cruz de Tenerife | España         | Recinto ferial de Tenerife |
| 3 de septiembre de 2015 | Madrid                 | España         | Barclaycard Center         |
| 19 de noviembre de 2015 | Paradise               | Estados Unidos | MGM Grand Garden Arena     |

## Equipo
Los músicos que formaron parte del espectáculo fueron:
- Malú (voz).
- Rubén García (dirección musical, teclados y coros).
- José De Lucía (guitarra acústica).
- Julián Olivares (guitarra acústica, guitarra eléctrica y coros).
- Yago Salorio (bajo).
- Carlos Calzada (guitarra eléctrica).
- Paco Beneyto (batería).
- Yaiza García (coros).

## Artistas invitados
En los conciertos de Madrid, Malú contó con la visita de:
- Aleks Syntek (8 de noviembre).
- Manuel Carrasco (8 de noviembre).
- David Bisbal (8 de noviembre).
- Antonio Orozco (8 de noviembre).
- Rosario Flores (8 de noviembre).
- Melendi (16 de mayo / 22 de noviembre).
- Miguel Poveda (16 de mayo).
- Carlos Rivera (17 de mayo).
- Alejandro Sanz (17 de mayo).

- Datos: Q24937703